# Migiel Zeller
Migiel Zeller (Nijmegen, 8 april 1993) is een Nederlands voetballer die als centrale verdediger speelt. 

## Carrière
Zeller begon zijn carrière bij SV Juliana '31 uit Malden, waar hij opgroeide. Toen hij in de C1 kwam, werd de verdediger geschut door N.E.C. uit het nabijgelegen Nijmegen. Niet lang nadat hij de jeugdopleiding betrad kreeg de Maldenaar echter een groeispurt en wel dusdanig dat hij er veel blessures en groeipijn in zijn knieën van kreeg. Vervolgens scheurde hij ook nog een pees in zijn knie af, waardoor hij acht maanden niet meer aan spelen toekwam. Hierop werd hem dan ook verzocht om de jeugdopleiding te verlaten en Zeller besloot terug te gaan naar Juliana '31.

### SV Juliana '31
Hier sloot hij weer aan in de B1 en in 2009 werd hij door de KNVB uitgenodigd voor de nationale selectie onder de 17 om deel te nemen aan de Koninkrijksspelen op Aruba. Eind 2010 maakte hij als A-junior al zijn debuut in het eerste van Juliana dat uitkomt in de Zondag Hoofdklasse C en het seizoen erop was hij al eerste keus centraal achterin en speelde hij alle wedstrijden en hij scoorde vier keer. Zeller werd na dit seizoen, waarin handhaving in de Hoofdklasse behaald werd, uitgeroepen tot speler van het jaar van Juliana '31. Ook het seizoen hierop was Zeller basisspeler en scoorde hij zesmaal, allemaal uit corners of via strafschoppen. In dit seizoen eindigde de Maldenaren op de zesde plaats en mochten ze nacompetitie spelen. Hierin werd de finale bereikt tegen de nummer 13 van de Topklasse Zondag, Haaglandia. Doordat Achilles '29 echter promoveerde en er een extra plek vrijkwam in de Topklasse, promoveerde Juliana zonder dat er een finale gespeeld hoefde te worden. Zeller werd door De Gelderlander uitgeroepen tot talent uit het amateurvoetbal van de regio Nijmegen. Zeller vertrok na dit seizoen naar Achilles '29.

### Achilles '29
Regerend zondagkampioen Achilles uit Groesbeek promoveerde in 2013 naar de Jupiler League. Zeller maakte hierin zijn debuut op 14 september in de uitwedstrijd bij SC Telstar als invaller voor de geblesseerde Nicky van de Groes. Door een blessure bij Tim Sanders viel hij 20 oktober tegen Willem II in en startte hij een week later in de basis tegen Fortuna Sittard. Tegen Sparta Rotterdam, FC Eindhoven en FC Volendam had Zeller ook een basisplaats en tegen Helmond Sport mocht hij invallen voor Levi Raja Boean. Een week later tegen Jong FC Twente had Zeller weer een basisplaats, door nieuwe blessures bij Tim Sanders en Kay Thomassen. Ook in de eerste drie wedstrijden na de winterstop begon Zeller in de basis. Vooral zijn sterke optreden in het 0-0 gelijke spel tegen FC Emmen werd geprezen. Op 21 maart 2014 beloonde hij zijn goede reeks met zijn eerste doelpunt in het betaald voetbal. In de thuiswedstrijd tegen Sparta Rotterdam kopte hij de 1-1 binnen uit een corner van Thijs Hendriks, waardoor Achilles een punt aan de wedstrijd overhield.
In zijn tweede seizoen in Groesbeek was speelde hij 26 competitiewedstrijden, waarvan 17 als basisspeler. In de beginfase van het seizoen moest hij Stefan Maletić voor zich dulden in de pikorde, maar na diens vertrek vormde hij samen met Mehmet Dingil het centrale duo. Tijdens de tweede seizoenshelft moest hij enkele keren zijn plaats afstaan aan de lang geblesseerde Tim Sanders, maar toen deze wederom geblesseerd raakte had hij zijn basisplaats terug. In de thuiswedstrijd tegen Roda JC (0-4) ontving hij twee gele kaarten, waardoor hij de uitwedstrijd tegen Jong FC Twente moest missen.
Het volgende seizoen vormde hij samen met Mehmet Dingil weer het hart van de verdediging en begon hij sterk aan het seizoen met twee clean sheets in de eerste vier wedstrijden. In de winterstop van het seizoen 2016/17 werd Zeller met nog drie spelers teruggezet naar het beloftenteam. 

### TEC
Op 27 januari 2017 werd hij tot het einde van het seizoen verhuurd aan SV TEC wat uitkomt in de Tweede divisie. Met TEC degradeerde Zeller maar de club nam hem wel over van Achilles '29. Medio 2020 verliet hij de club en keerde vervolgens terug bij SV Juliana '31.

## Statistieken
| Seizoen                     | Club           | Land           | Competitie     | Competitie | Competitie | Beker | Beker | Totaal | Totaal |
| Seizoen                     | Club           | Land           | Competitie     | Wed.       | Dlp.       | Wed.  | Dlp.  | Wed.   | Dlp.   |
| --------------------------- | -------------- | -------------- | -------------- | ---------- | ---------- | ----- | ----- | ------ | ------ |
| 2013/14                     | Achilles '29   | Nederland      | Eerste divisie | 24         | 1          | 1     | 0     | 25     | 1      |
| 2014/15                     | Achilles '29   | Nederland      | Eerste divisie | 26         | 0          | 1     | 0     | 27     | 0      |
| 2015/16                     | Achilles '29   | Nederland      | Eerste divisie | 34         | 0          | 3     | 0     | 37     | 0      |
| Carrièretotaal              | Carrièretotaal | Carrièretotaal | Carrièretotaal | 84         | 1          | 5     | 0     | 89     | 1      |
| Bijgewerkt op 30 april 2016 |                |                |                |            |            |       |       |        |        |

## Erelijst
Nederlands amateurelftal onder 16
- Koninkrijksspelen 2009 op Aruba.[7]

Persoonlijk
- Talent van het jaar uit het amateurvoetbal, regio Nijmegen: 2013